# Kensuke Sato
Kensuke Sato (佐藤 謙介 Sato Kensuke?), född 19 januari 1989 i Saitama prefektur, är en japansk fotbollsspelare.
Sato började sin karriär 2011 i Yokohama FC.